# Morne Le Blanc
Morne Le Blanc (Mount Le Blanc, dt. „Der Weiße Hügel“) ist ein Hügel und die gleichnamige Siedlung im Gebiet von Laborie im Süden von St. Lucia. 

## Geographie
Der Hügel befindet sich an der Südküste am Nordwestrand des Ortes Laborie. Er erreicht eine Höhe von 274 m. Und steigt zum Landesinnern noch weiter an (Mount Gomier, Morne Paul). Der kleine Zwischengipfel La Haut trennt ihn von den Bergen im Innern der Insel. Im Osten begrenzt die Grande Rivière de l’Anse Noire und im Westen der Piaye River den Bergstock.

## Siedlung
Die Siedlung liegt am Südhang des Berges auf einer Höhe von ca. 200 m und überblickt die Laborie Bay. Im Westen auf dem Weg nach Saphire befindet sich ein Steinbruch.

## Klima
Nach dem Köppen-Geiger-System zeichnet sich Morne le Blanc durch ein tropisches Klima mit der Kurzbezeichnung Af aus.